# Хилиоты
Хилиоты (лат. Hyliota) — род африканских воробьиных птиц. Таксономическое положение рода является давней загадкой. Изначально их считали представителями славковых, а их родственниками считались батисы и серёжчатые мухоловки из семейства Platysteiridae, певчие сорокопуты из семейства кустарниковых сорокопутов и даже мухоловковые. Анализ митохондриальной ДНК не выявил возможных родственников, и род был выделен в базальную группу клады Passerida. В настоящее время род часто рассматривается в качестве отдельного семейства Hyliotidae. Хилиоты встречаются в дуплах широколиственных лесов. Как правило, птицы не живут группами, однако соединяются с другими видами в смешанные кормящиеся стаи. Птицы являются моногамными, ведут территориальный образ жизни и живут в замаскированных сотканных гнёздах.

## Виды
- Южная хилиота (Hyliota australis)
- Желтобрюхая хилиота (Hyliota flavigaster)
- Hyliota usambara
- Фиолетовая хилиота (Hyliota violacea)